# 伊滕 (肯尼亞)
0°40′23″N 35°30′30″E / 0.67306°N 35.50833°E

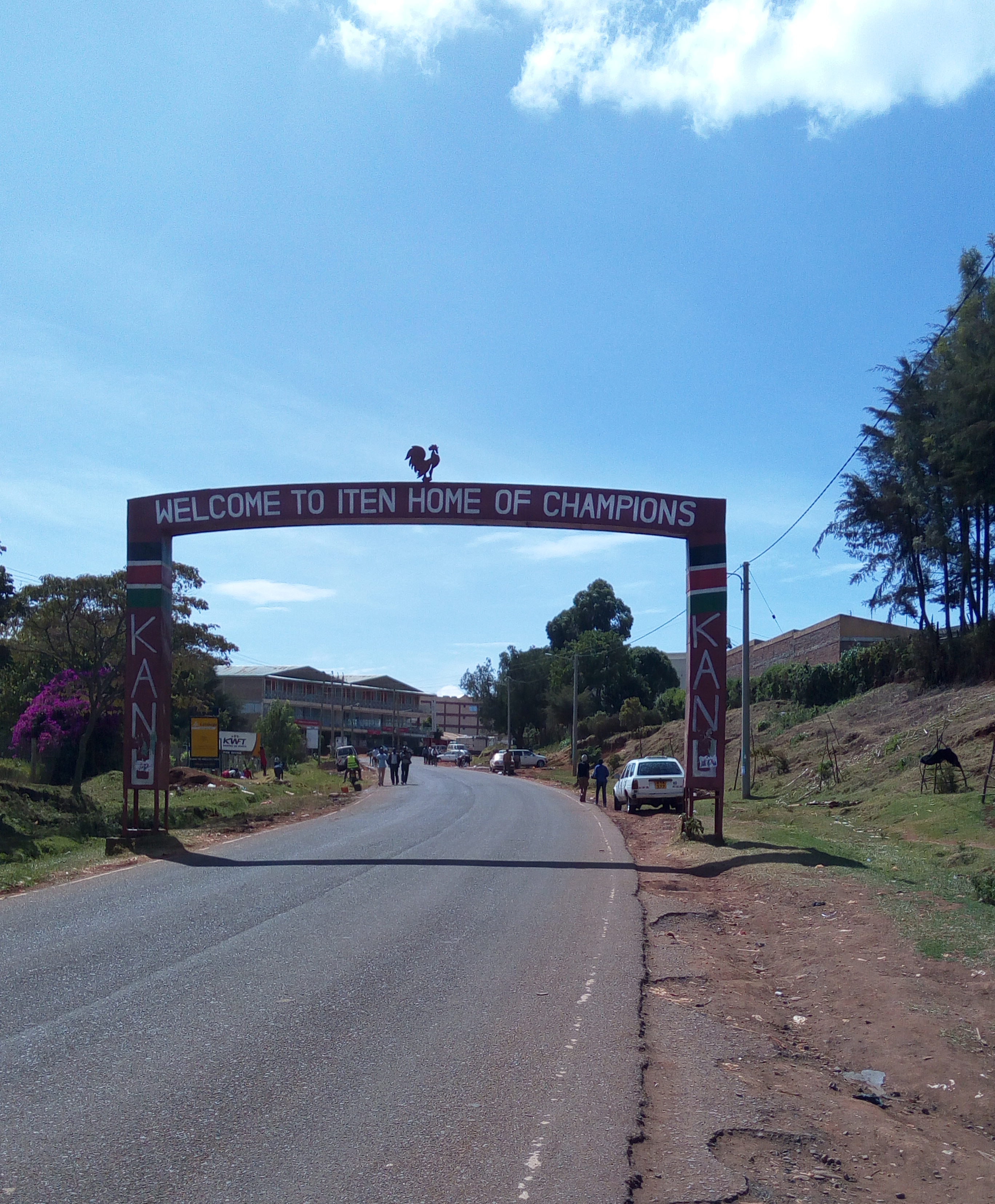
伊滕

伊滕，是肯尼亞的城鎮，位於該國西部，由裂谷省負責管轄，是埃爾格約-馬拉奎特郡的首府，凱里奧河處於該鎮以東，海拔高度2,400米，2009年人口42,312。
Iten作为马拉松圣地，这里诞生了非常多知名马拉松运动员，同时每年有非常多的马拉松跑者在这里训练。在这里你甚至能见到各国的马拉松记录保持者，甚至有时候可以见到人类记录保持者——基普乔格